# Коронадо, Стефани
Стефани Милдред Коронадо Хемио (исп. Stefany Mildred Coronado Gemio; род. 16 сентября 1996, Ла-Пас) — боливийская легкоатлетка, специалистка по спортивной ходьбе. Выступала на профессиональном уровне в 2012—2017 годах, победительница и призёрка ряда крупных международных стартов, участница летних Олимпийских игр в Рио-де-Жанейро.

## Биография
Стефани Коронадо родилась 16 сентября 1996 года в городе Ла-Пас, Боливия.
Первого серьёзного успеха в лёгкой атлетике на международном уровне добилась в сезоне 2012 года, когда вошла в состав боливийской сборной и выступила на юношеском первенстве Южной Америки в Мендосе, где превзошла всех соперниц в ходьбе на 5000 метров.
В 2013 году в ходьбе на 10 000 метров выиграла серебряную медаль на юниорском южноамериканском первенстве в Чако.
В 2014 году стала чемпионкой Боливии среди юниорок, завоевала бронзовую награду в юниорской категории на домашнем чемпионате Южной Америки в Кочабамбе, финишировала восьмой в дисциплине 10 000 метров на юниорском мировом первенстве в Орегоне.
В 2015 году получила серебро на юниорском чемпионате Южной Америки в Куэнке, одержала победу среди юниорок на Панамериканском кубке в Арике и на панамериканском первенстве в Эдмонтоне.
В 2016 году была девятой на чемпионате Южной Америки в Гуаякиле, заняла 56-е место на командном чемпионате мира в Риме и 24-е место на международном старте в Ла-Корунье, где установила свой личный рекорд на дистанции 20 км — 1:36:00. Выполнив олимпийский квалификационный норматив (1:36:00), удостоилась права защищать честь страны на летних Олимпийских играх в Рио-де-Жанейро — здесь в программе 20 км показала время 1:37:56, расположившись в итоговом протоколе соревнований на 43-й строке.
Завершила спортивную карьеру по окончании сезона 2017 года.